# 嵐雛助 (7代目)
七代目 嵐 雛助（あらし ひなすけ、生年不詳 - 明治5年〈1872年〉2月）とは、幕末から明治初期に活躍した上方の歌舞伎役者。俳名可升、屋号は成田屋。
四代目市川鰕十郎の門人。はじめ市川当太郎と名乗っていたが、市川紅粉助と名を改め、のち嘉永2年（1849年）に四代目叶雛助を襲名。その後安政5年（1858年）に江戸に下り、同年2月、中村座で七代目嵐雛助を襲名する。その後帰阪し上方を中心に活躍、座頭にもなった。中村宗十郎、初代實川延若、初代市川右團次らの台頭直前期における上方歌舞伎の中心的役者であった。多くの役柄をこなしたが、特に時代物、和事をよくした。別名として「嵐叶升」とも称した。